# Хуан Франсіско Мартінес Модесто
Хуан Франсіско Мартінес Модесто (ісп. Juan Francisco Martínez Modesto, нар. 10 червня 1980, Вера), відомий як Ніно (ісп. Nino) — іспанський футболіст, що грав на позиції нападника за низку іспанських клубних команд.

## Ігрова кар'єра
У дорослому футболі дебютував 1998 року виступами за команду «Ельче», в якій провів вісім сезонів, взявши участь у 273 матчах чемпіонату. Більшість часу, проведеного у складі «Ельче», був основним гравцем атакувальної ланки команди, що змагалася на рівні другого іспанського дивізіону, і демонстрував непогану результативність.
Сезон 2006/07 провів в елітній Ла-Лізі, граючи за «Леванте», в якому стати гравцем основного складу не зумів і відзначився лише одним голом за 19 виходів на поле.
2007 року продовжив виступи у Сегунді, приєднавшись за 1 мільйон євро до «Тенерифе». У своєму другому сезоні в новій команді відзначився 29 голами у 42 іграх другого дивізіону, завоювавши на його рівні трофеї Пічічі і Сарри, відповідно найкращому бомбардиру загалом і найкращому бомбардиру серед іспанців. Бомбардирський доробок Ніно допоміг його команді здобути підвищення в класі, і наступний сезон гравець у її складі знову проводив у Ла-Лізі. Цього разу нападник на рівні найвищого дивізіону не загубився, увійшовши до десятки найкращих бомбардирів Ла-Ліги сезону 2009/10 із 14-ма забитими голами. Утім цього було недостатньо аби «Тенерифе» зберіг прописку в еліті, тож в сезоні 2010/11 Ніно знову виступав у другому дивізіоні. Його особистий доробок того сезону склав 17 забитих голів, утім команда з Канарських островів продовжила «падіння» і не змогла втриматися і в Сегунді. Після цього досвідчений нападник її залишив, провівши загалом за чотири роки 159 ігор у чемпіонаті, маючи середню результативність на рівні 0,49 гола за гру першості.
Залишивши «Тенерифе», влітку 2011 року на правах вільного агента уклав контракт з «Осасуною». Провів у її складі наступні три сезони на рівні Ла-Ліги, після чого ще два сезони відіграв за неї у Сегунді. Регулярно отримував ігровий час, однак високої результативності вже не демонстрував.
2016 року досвідчений нападник повернувся до «Ельче», в якому свого час починав ігрову кар'єру. Захищав його кольори на рівні другого і третього іспанських дивізіонів, а останній у своїй ігровій кар'єрі сезон 2020/21 відіграв за «Ельче» в Ла-Лізі.

## Титули і досягнення
- Найкращий бомбардир Сегунди (1):

2008/09 (29 голів)
- Найкращий бомбардир-іспанець Сегунди (1):

2008/09 (29 голів)